# لين بيرك
لين بيرك (بالإنجليزية: Lynn Burke)‏ (22 مارس 1943 – ) هي سبّاحة، من الولايات المتحدة، مثّلت بلادها في الألعاب الأولمبية الصيفية 1960، وسباحة في الألعاب الأولمبية الصيفية 1960 – سيدات 100 متر ظهر ‏، وسباحة في الألعاب الأولمبية الصيفية 1960 – سيدات 4 × 100 متر تتابع متنوع ‏.

## وصلات خارجية
- لين بيرك على موقع الاتحاد الدولي للسباحة (الإنجليزية)
- لين بيرك على موقع قاعة مشاهير السباحة العالمية (الإنجليزية)
- لين بيرك على موقع اللجنة الأولمبية الدولية (الإنجليزية)
- لين بيرك على موقع أوليمبيديا (الإنجليزية)